# 第30届美国演员工会奖
第30屆美國演員工會獎（英語：30th Annual Screen Actors Guild Awards）為表彰2023年於電影及電視劇方面有傑出表現的演員獎項，将于2024年2月24日在加利福尼亚州洛杉矶圣殿剧院。颁奖典礼将首次在Netflix上直播，直播时间为美国东部时间晚上8:00／太平洋标准时间下午5:00。庫梅爾·南賈尼和伊莎·蕾于2024年1月10日通过 SAG 颁奖典礼和 Netflix的Instagram直播宣布了提名名单。本届颁奖典礼将首次由Silent House Productions制作，亚历克斯·鲁津斯基（Alex Rudzinski）担任导演。
2023年12月15日，宣布芭芭拉·史翠珊为2023年终身成就奖获得者。電影方面，《Barbie芭比》、《奧本海默》共入圍4項，最終由《奧本海默》獲得最佳電影卡司、電影類最佳男主角等3獎；電視方面，《繼承之戰》共入圍5項，最終贏得劇情類影集最佳整體演出，但個人獎無一斬獲，《大熊餐廳》則包攬喜劇類影集所有獎項。

## 提名及獲獎名單

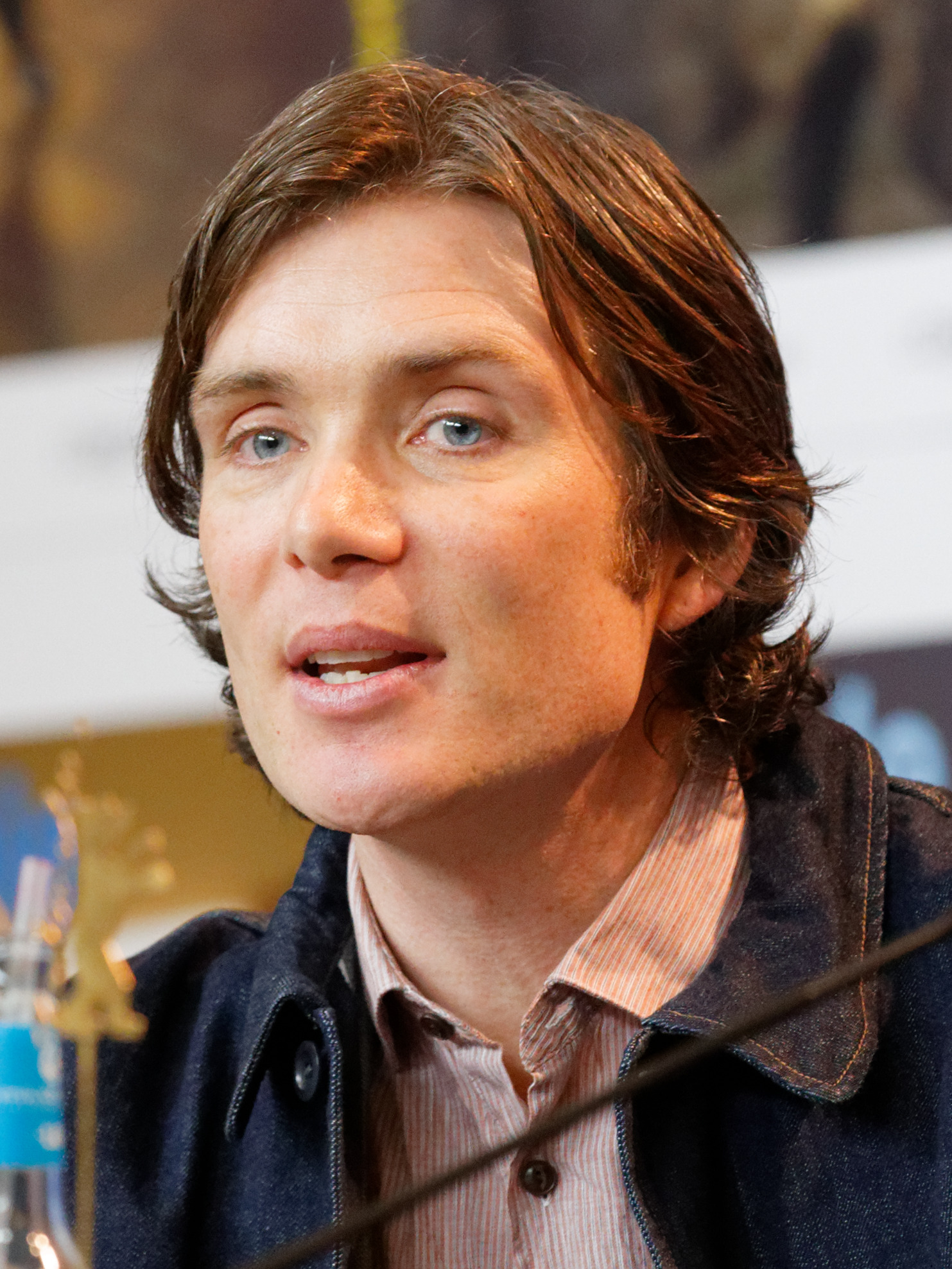
電影類最佳男主角、最佳電影卡司：基利安·墨菲

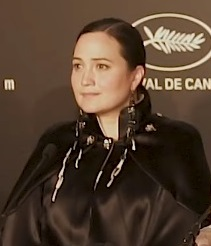
電影類最佳女主角：莉莉·格萊斯頓

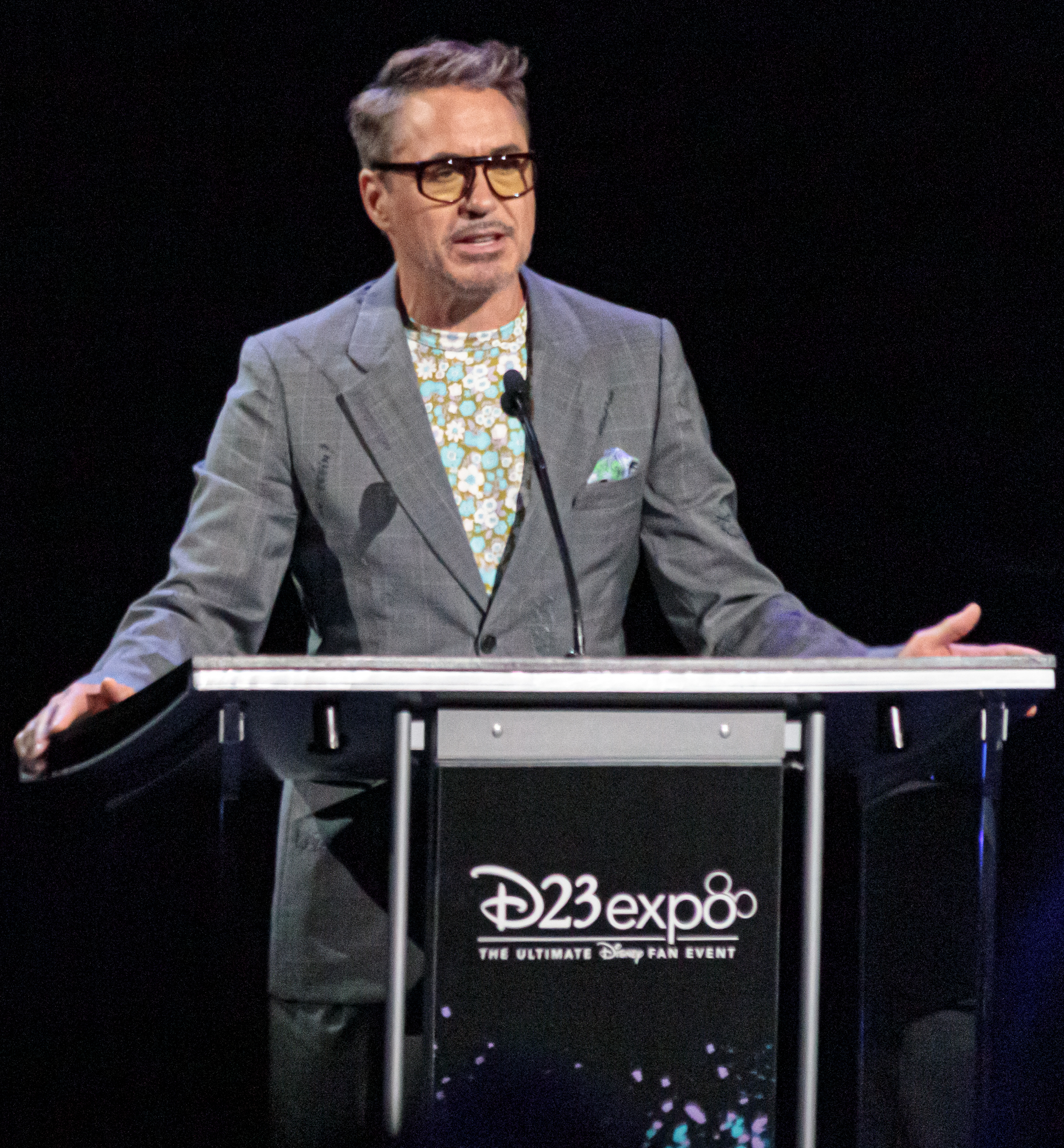
電影類最佳男配角、最佳電影卡司：小勞勃·道尼

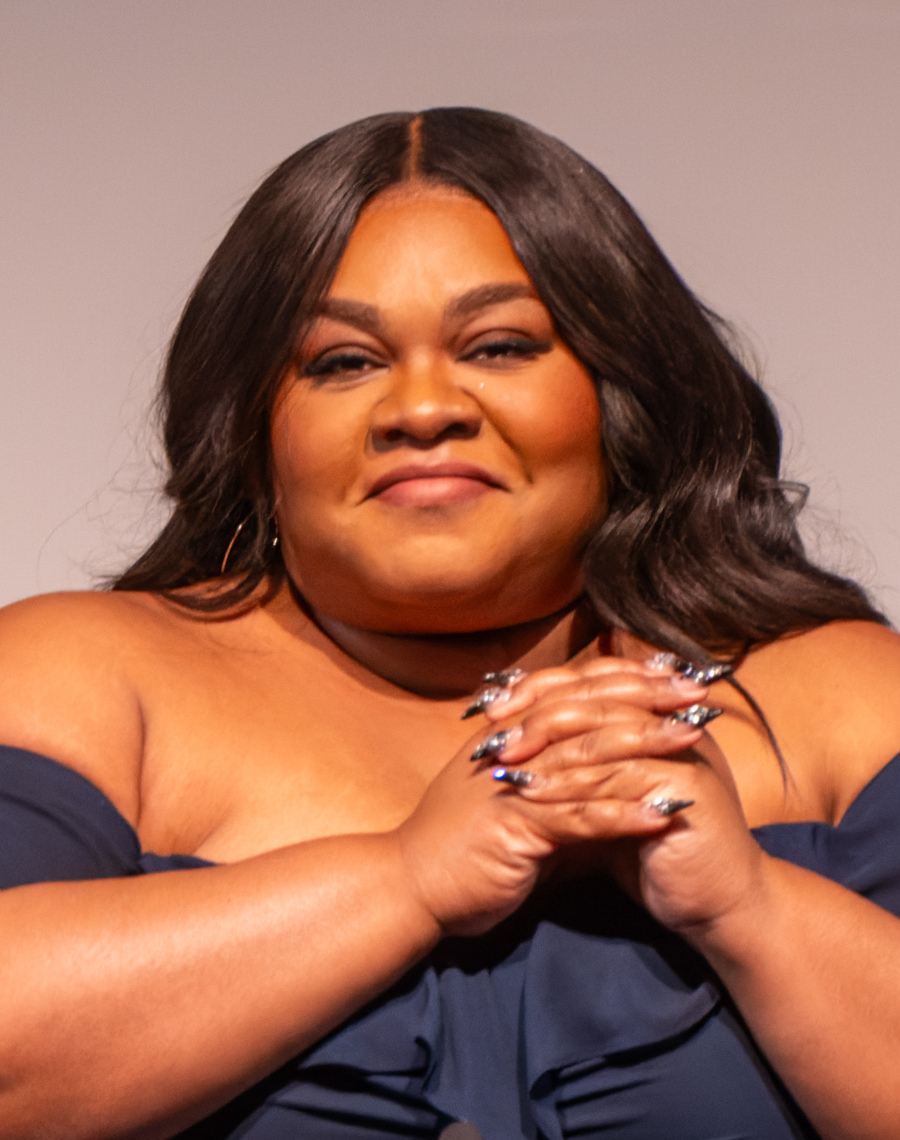
電影類最佳女配角：達芬·喬伊·藍道夫

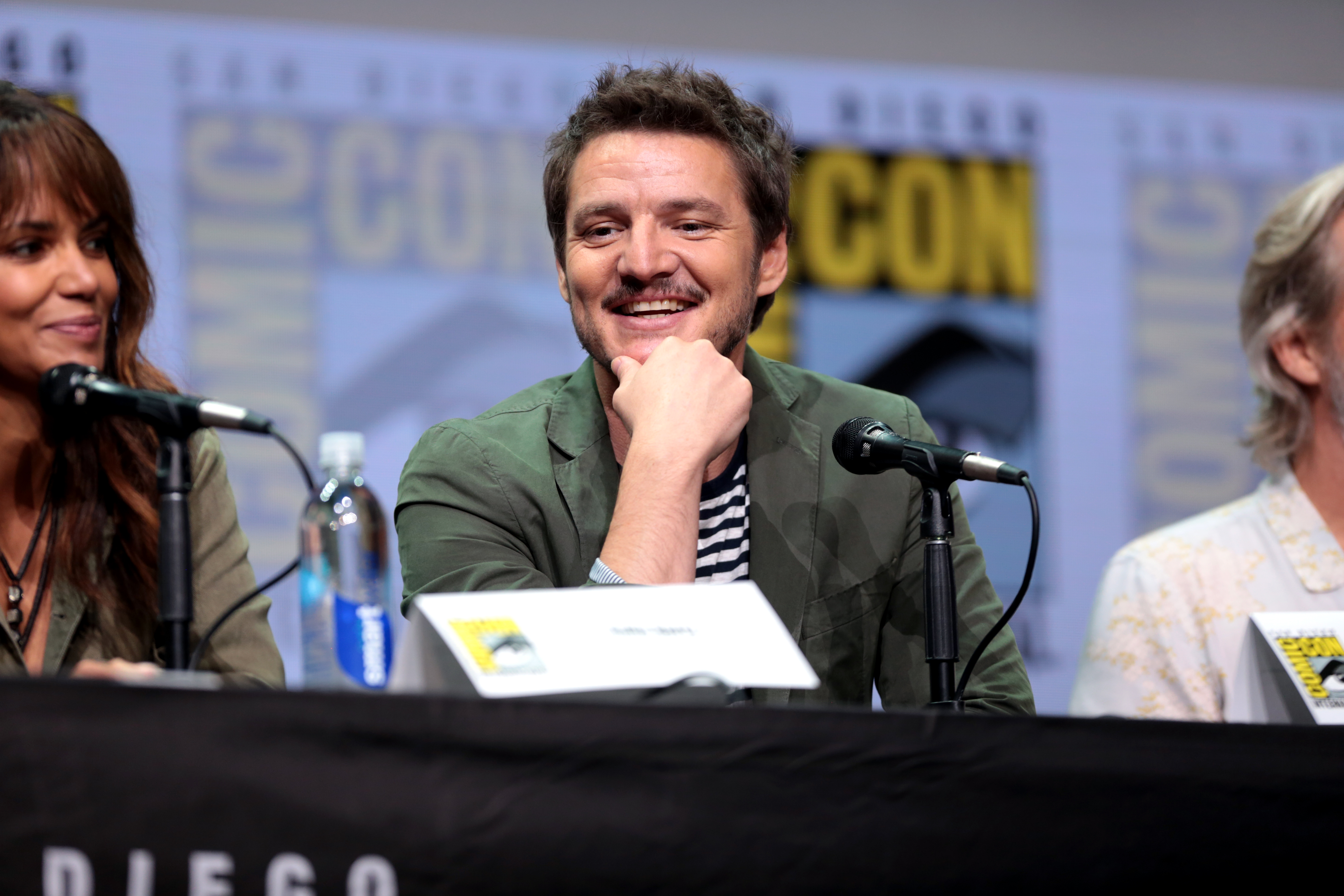
劇情類影集最佳男演員：佩德羅·帕斯卡

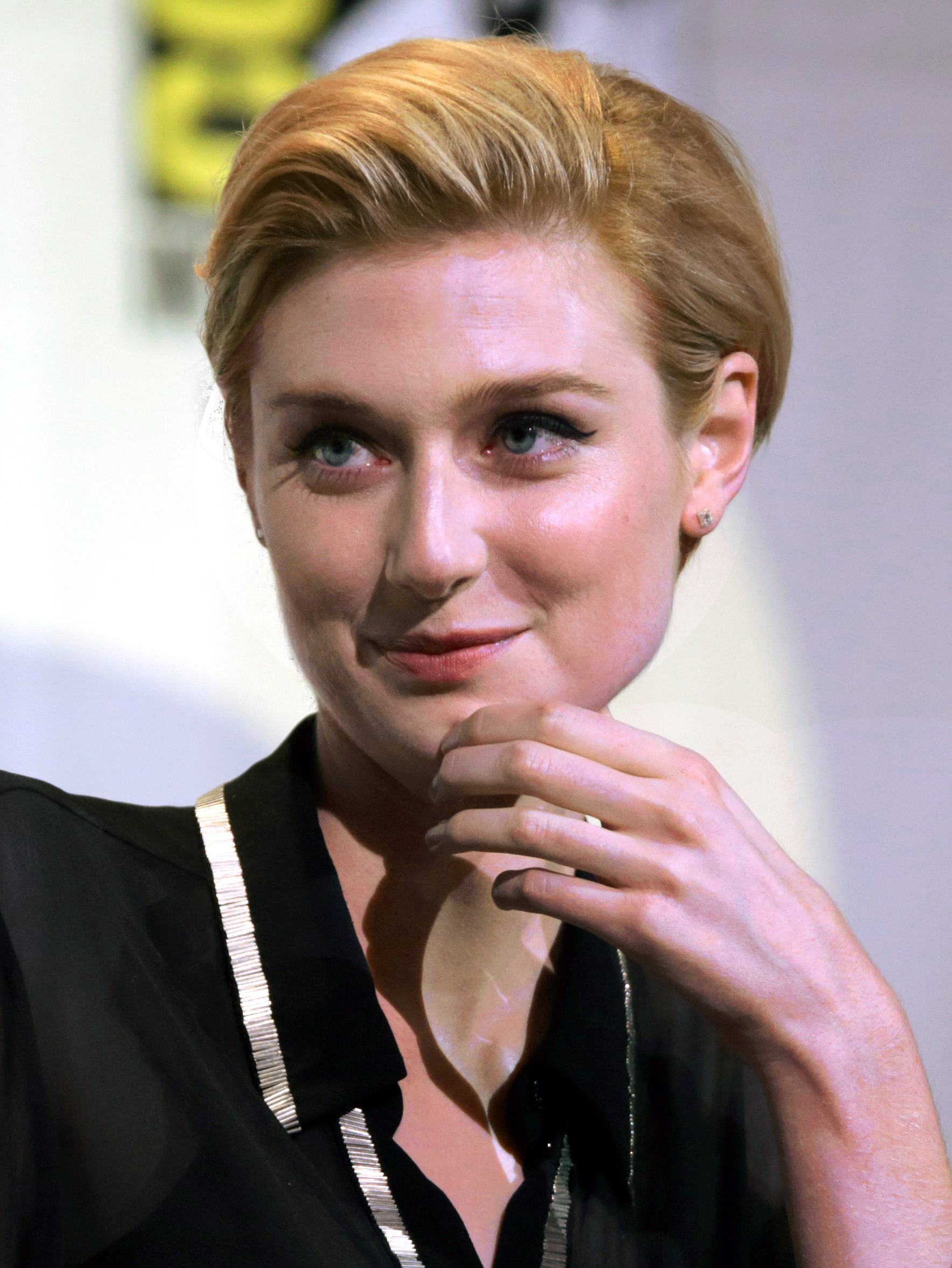
劇情類影集最佳女演員：伊莉莎白·戴比基

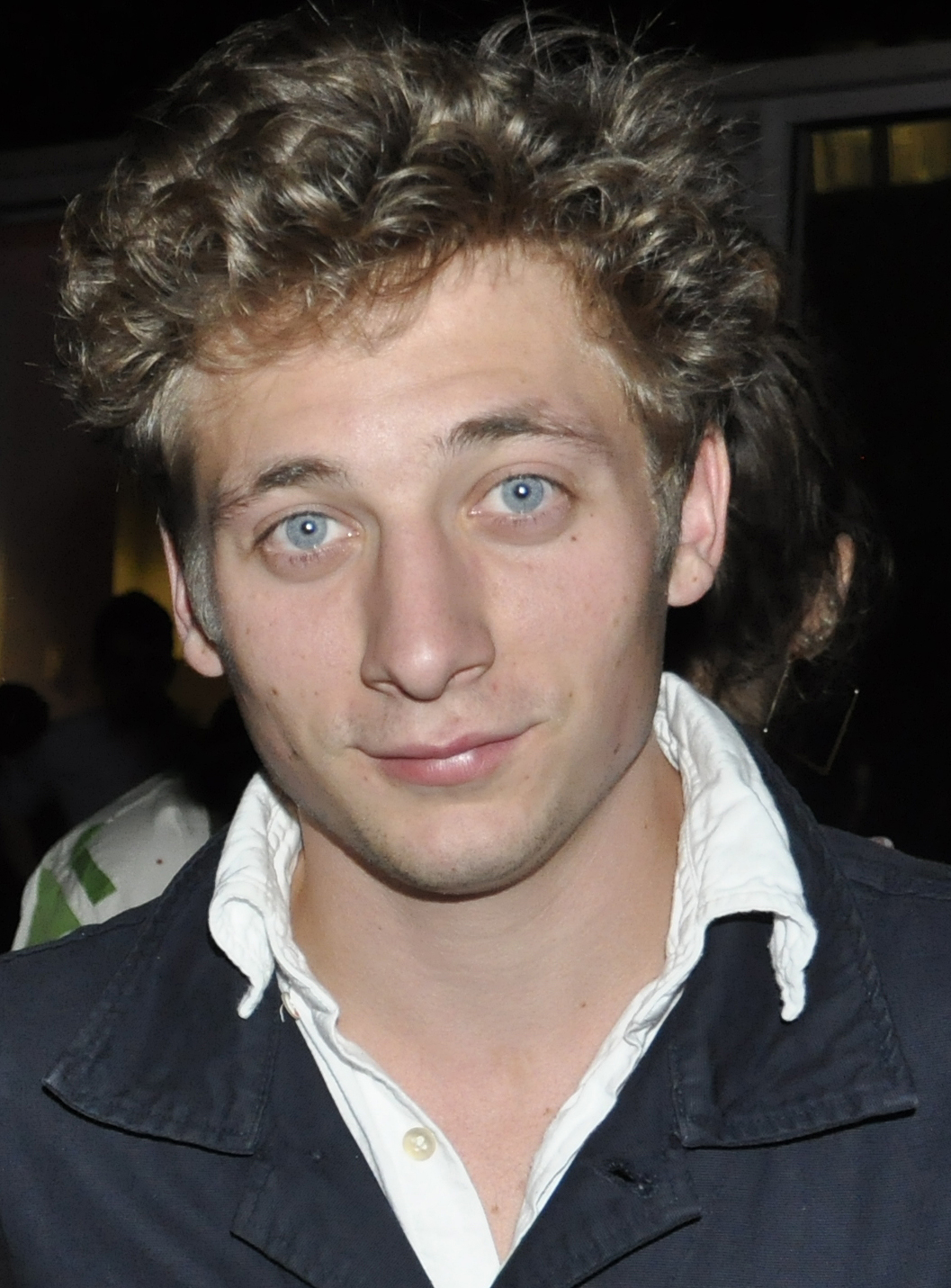
喜劇類影集最佳男演員、喜劇類影集最佳整體演出：傑瑞米·艾倫·懷特

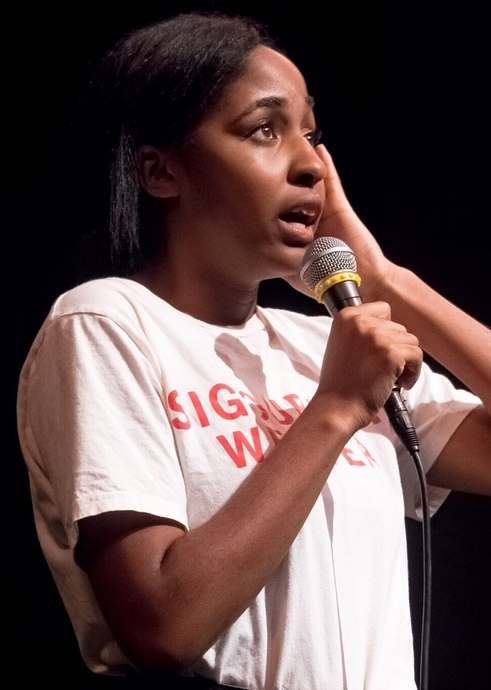
喜劇類影集最佳女演員、喜劇類影集最佳整體演出：阿優·埃德比里

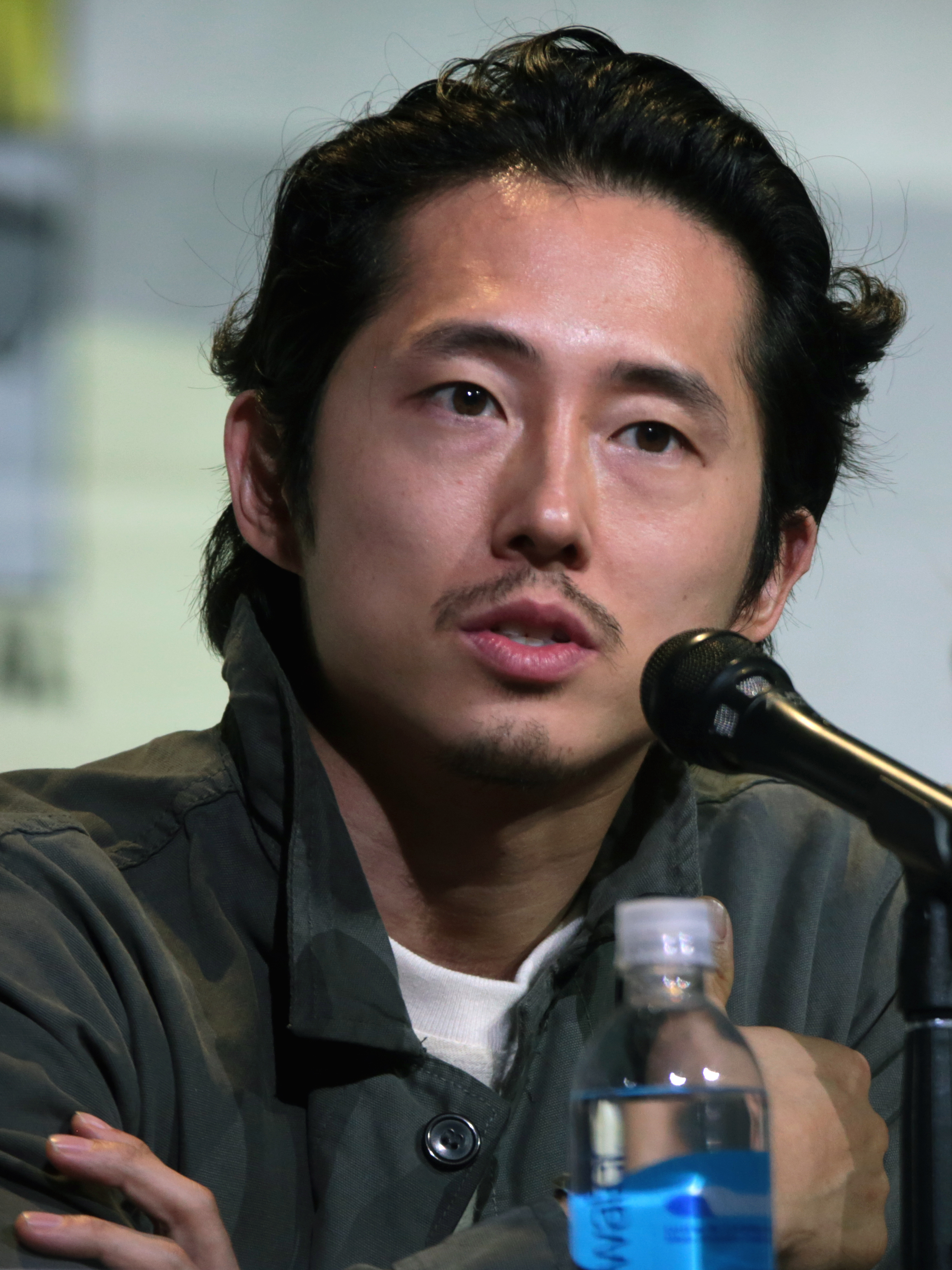
電視電影或有限劇集最佳男演員：史蒂文·連

### 电影
| 最佳男主角 - 基利安·墨菲 – 《奧本海默》 - 布萊德利·庫柏 – 《音乐大师》 - 柯爾曼·多明戈 – 《魯斯汀：民運推手》 - 保罗·吉亚玛提 – 《滯留生》 - 傑佛瑞·萊特 – 《美国小说》 | 最佳女主角 - 莉莉·格萊斯頓 – 《花月殺手》 - 安妮特·班寧 – 《泳不放棄》 - 嘉莉·慕萊根 – 《音乐大师》 - 瑪歌·羅比 – 《Barbie芭比》 - 艾瑪·史東 – 《可憐的東西》          |
| 最佳男配角 - 小勞勃·道尼 – 《奧本海默》 - 斯特林·K·布朗 – 《美国小说》 - 威廉·達佛 – 《可憐的東西》 - 罗伯特·德尼罗 – 《花月殺手》 - 瑞恩·高斯林 – 《Barbie芭比》 | 最佳女配角 - 達芬·喬伊·藍道夫 – 《滯留生》 - 艾美莉·賓特 – 《奧本海默》 - 丹妮尔·布鲁克斯 – 《紫色姐妹花》 - 佩内洛普·克鲁兹 – 《法拉利》 - 茱迪·科士打 – 《泳不放棄》 |
| 最佳電影卡司 - 《奧本海默》 – 卡西·阿弗莱克、艾美莉·賓特、簡尼夫·班納、马特·达蒙、小勞勃·道尼、喬許·哈奈特、雷米·馬利克、基利安·墨菲和佛蘿倫絲·普伊 - 《美国小说》 – 愛莉卡·亞歷山大、亞當·布羅迪、斯特林·K·布朗、凱斯·大衛、約翰·奧提茲、伊莎·蕾、特蕾西·埃莉斯·罗斯、莱斯莉·奥加姆斯和傑佛瑞·萊特 - 《Barbie芭比》 – 麥可·塞拉、威爾·法洛、艾美莉卡·弗利拉、瑞恩·高斯林、雅瑞安娜·葛林布雷、凱特·麥金儂、海倫·美蘭、雷娅·珀尔曼、伊莎·蕾和瑪歌·羅比 - 《紫色姐妹花》 – 海莉·貝莉、范塔茜娅·巴里诺、喬·巴蒂斯特、丹妮尔·布鲁克斯、席亞拉、柯爾曼·多明戈、安潔紐·艾莉絲、小路易斯·格塞特、柯瑞·霍金斯、塔拉吉·P·漢森、菲莉希娅·珀尔·姆帕西（Phylicia Pearl Mpasi）和H.E.R. - 《花月殺手》 – 坦图·卡丁诺、罗伯特·德尼罗、莱昂纳多·迪卡普里奥、布蘭登·費雪、莉莉·格萊斯頓、约翰·利思戈和杰西·普莱蒙 | |
| 最佳電影特技團隊 - 《不可能的任務：致命清算 第一章》 - 《Barbie芭比》 - 《星際異攻隊3》 - 《印第安納瓊斯：命運輪盤》 - 《捍衛任務4》 | |

### 电视
| 電視電影或有限劇集最佳男演員 - 史蒂文·連 – 《怒呛人生》 (Netflix) - 马修·波莫 – 《同路人》 (Showtime電視網) - 喬·漢姆 – 《冰血暴》 (FX) - 大衛·奧伊羅 – 《执法者：巴斯·里夫斯》 (Paramount+) - 托尼·舍卢卜 – 《蒙克先生的最后一案：神探阿蒙大电影》 (孔雀) | 電視電影或有限劇集最佳女演員 - 黄阿丽 – 《怒呛人生》 (Netflix) - 烏佐·阿杜巴 – 《無痛殺手》 (Netflix) - 凱薩琳·哈恩 – 《最美丽的小事》 (Hulu) - 布丽·拉尔森 – 《化学课》 (Apple TV+) - 蓓尔·宝利 – 《亂世微光》 (国家地理)                                                           |
| 劇情類影集最佳男演員 - 佩德羅·帕斯卡 – 《最後生還者》 (HBO) - 布萊恩·考克斯 – 《继承之战》 (HBO) - 比利·克鲁德普 – 《晨間直播秀》 (Apple TV+) - 基蘭·克金 – 《继承之战》 (HBO) - 馬修·麥費狄恩 – 《继承之战》 (HBO) | 劇情類影集最佳女演員 - 伊莉莎白·戴比基 – 《王冠》 (Netflix) - 詹妮弗·安妮斯顿 – 《晨間直播秀》 (Apple TV+) - 貝拉·拉姆齊 – 《最後生還者》 (HBO) - 凱莉·羅素 – 《頭號外交官》 (Netflix) - 莎拉·史努克 – 《继承之战》 (HBO)                                                            |
| 喜劇類影集最佳男演員 - 傑瑞米·艾倫·懷特 – 《大熊餐廳》 (FX / Hulu) - 布雷特·戈德斯坦 – 《泰德·拉索：錯棚教練趣事多》 (Apple TV+) - 比爾·哈德 – 《殺手進城》 (HBO) - 艾邦·摩斯-貝克許 – 《大熊餐廳》 (FX电视网 / Hulu) - 傑森·蘇戴西斯 – 《泰德·拉索：錯棚教練趣事多》 (Apple TV+) | 喜劇類影集最佳女演員 - 阿尤·艾德維利 – 《大熊餐廳》 (FX / Hulu) - 艾利克斯·布斯汀 – 《漫才梅索太太》 (Amazon Prime Video) - 瑞秋·布羅斯納安 – 《漫才梅索太太》 (Prime Video) - 昆塔·布倫森 – 《小学风云》 (美国广播公司) - 汉娜·沃丁厄姆 – 《泰德·拉索：錯棚教練趣事多》 (Apple TV+) |
| 劇情類影集最佳整體演出 - 《继承之战》 (HBO) – 尼古拉斯·布朗、朱莉安娜·坎菲尔德、布萊恩·考克斯、基蘭·克金、达格美罗·多敏可兹克、彼得·佛里曼、贾斯汀·卢佩、馬修·麥費狄恩、阿里安·莫耶德、Scott Nicholson、大衛·瑞奇、阿蘭·拉克、亞歷山大·斯卡斯加德、J·史密斯-卡梅倫、莎拉·史努克、費舍·斯蒂文斯、傑瑞米·史壯和Zoë Winters - 《王冠》 (Netflix) – 卡力·阿達拉、Sebastian Blunt、伯提·卡維爾、Salim Daw、伊莉莎白·戴比基、Luther Ford、Claudia Harrison、莱斯莉·曼维尔、Ed McVey、詹姆士·莫瑞、尊尼芬·帕斯、伊美黛·史道頓、瑪西婭·沃倫、多米尼克·韦斯特和奥利维娅·威廉斯 - 《鍍金年代》 (HBO) – Ben Ahlers、愛希莉·艾金森、克莉絲汀·巴倫絲基、丹妮·本顿、Nicole Brydon Bloom、迈克尔·瑟沃瑞斯、凱莉·庫恩、Kelley Curran、泰莎·法蜜嘉、大卫·福尔、傑克·吉爾平、沃德·霍頓、路易莎·雅各布森、西蒙·琼斯、Sullivan Jones、西莉亚·基南-博尔格、納坦·朗、瑪蒂爾達·勞勒、羅伯·蕭恩·萊納德、奧黛莉·麥唐娜、德布拉·蒙克、唐娜·墨菲、克莉絲汀·尼爾森、辛西雅·尼克森、凯莉·奥哈拉、帕特里克·佩奇、哈里·理查森、Taylor Richardson、布莱克·瑞特森、杰瑞米·沙姆斯、道格拉斯·斯利斯、摩根·斯佩克特、約翰·道格拉斯·湯普森和埃林·维赫米 - 《最後生還者》 (HBO) – 佩德羅·帕斯卡和貝拉·拉姆齊 - 《晨間直播秀》 (Apple TV+) – 詹妮弗·安妮斯顿、妮可·貝哈瑞、莎麗·貝拉方特、內斯特·卡博內爾、比利·克鲁德普、馬克·杜普拉斯、喬·漢姆、Theo Iyer、漢娜·萊德、葛莉塔·李、茱莉安娜·瑪格里斯、提格·諾塔羅、凱倫·皮特曼和麗絲·韋花絲潘 | |
| 喜劇類影集最佳整體演出 - 《大熊餐廳》 (FX / Hulu) – Lionel Boyce、Jose Cervantes Jr.、丽莎·科伦-萨亚斯、阿尤·艾德維利、艾比·艾略特、Richard Esteras、Edwin Lee Gibson、莫莉·戈登、Corey Hendrix、馬蒂·馬得勝、艾邦·摩斯-貝克許、奥利弗·普莱特和傑瑞米·艾倫·懷特 - 《小学风云》 (ABC) – 昆塔·布倫森、威廉·斯坦福德·戴维斯、贾内尔·詹姆斯、克里斯·佩尔费蒂、雪莉·李·拉爾夫、莉萨·安·沃尔特和泰勒·詹姆斯·威廉斯 - 《殺手進城》 (HBO) – 安东尼·凯瑞根、莎拉·戈德堡、Zachary Golinger、比爾·哈德、Andre Hyland、弗雷德·邁拉麥德、查尔斯·帕内尔、斯蒂芬·魯特、Tobie Windham、亨利·温克勒和羅勃·威斯頓 - 《破案三人行》 (Hulu) – Gerald Caesar、迈克尔·西里尔·克赖顿、琳達·伊蒙、赛琳娜·戈麦斯、Allison Guinn、史提夫·馬丁、艾希莉·朴、Don Darryl Rivera、保羅·路德、杰瑞米·沙姆斯、馬丁·肖特、梅麗·史翠普、韋斯利·泰勒、Jason Veasey和傑斯·威廉斯 - 《泰德·拉索：錯棚教練趣事多》 (Apple TV+) – 安納·畢蘭特、科拉·波金尼、Edyta Budnik、Adam Colborne、菲尔·邓斯特、克里斯托·费尔南德斯、Kevin "KG" Garry、布雷特·戈德斯坦、比利·哈里斯、安東尼·希德、布兰登·亨特、托希布·吉莫、詹姆士·蘭斯、尼克·穆罕默德、傑森·蘇戴西斯、傑里米·斯威夫特、朱诺·谭波儿、汉娜·沃丁厄姆、布朗森·韋博和卡蒂·威克斯 | |
| 電視影集最佳特技團隊 - 《最後生還者》 (HBO) - 《亞蘇卡》 (Disney+) - 《殺手進城》 (HBO) - 《怒呛人生》 (Netflix) - 《曼達洛人》 (Disney+) | |

## 外部連結
- 官方网站